# Breda 40
Der Breda 40 war der erste von Breda in Serie gebaute Traktor. Es gab ihn mit Eisenrädern für die Landwirtschaft und mit Vollgummireifen als Straßenschlepper. Der Vierzylinder-Ottomotor mit 120 mm Bohrung und 180 mm Hub (8150 cm³) leistete 40 PS bei 1200 Umdrehungen. Der Schlepper wurde von 1921 bis ca. 1931 gebaut. 1934 waren nach einer Zählung noch 13 Stück vorhanden. Es werden daher nur wenige gebaut worden sein.
1931 wurde der Typ probehalber mit einem 40 PS-Zweizylinder-Diesel-Zweitakt-Gegenkolbenmotor von Junkers ausgerüstet. Hier blieb es allerdings bei einem Prototyp, dieses Fahrzeug ging nicht in Serie.
Der Traktor Breda 40 ist nicht der Typ Breda TP 40 (= Trattore Pesante), eine 1942 in das italienische Heer eingeführte Zugmaschine für schwere Geschütze.